# 虞承璇
虞承璇（1992年1月9日—），臺灣新聞主播，畢業於國立政治大學，華視新聞當家主播。2013年獲選三立新聞台培訓主播。2015年加入壹電視新聞台。曾任壹電視新聞台《新聞夜PRO》、《壹電視午間新聞》主播、年代新聞台《年代早報》、《年代午報》主播。2025年6月加入華視，6月30日起擔任華視新聞資訊台《華視新聞晚報》當家主播。

## 學歷
- 臺北市立內湖高級中學
- 臺北市立大學幼兒教育學系學士
- 國立政治大學傳播學院研究所碩士

## 經歷
- 三立新聞台實習生、培訓主播（2013年－2015年）
- 壹電視新聞台政經組記者、《新聞夜PRO》、《壹電視午間新聞》主播（2015年－2021年7月26日）
- 年代新聞台《年代午報》主播（2021年7月26日－2022年5月1日）
- 年代新聞台《年代早報》主播（2024年9月9日－2025年5月5日）
- 華視新聞資訊台《華視新聞晚報》當家主播（2025年6月30日－）

## 簡歷
- 2013年參加三立新聞台超級主播比賽，獲選為培訓主播。
- 2015年加入壹電視新聞台擔任政治財經線記者、整點新聞主播、氣象主播。
- 2017年接手《新聞夜PRO》擔任專任主播，壹電視推出兩支「璇轉新聞視野」宣傳廣告。世大運期間與吉祥物熊讚共同播報新聞，引起熱烈迴響[4]。曾多次在網路上引起討論。[5][6]
- 2020年7月20日－2021年4月30日，接手播報壹電視新聞台週一到週五下午1點《壹午報》主播。
- 2021年4月30日，因與壹電視新聞台合約到期暫離主播台休息、修養身體。
- 2021年7月26日起，轉任同集團年代新聞台擔任每週一到週五中午12點《年代午報》主播，後於2022年因生產育兒暫離主播台。
- 2024年9月9日，正式回歸主播台，接手播報年代新聞台週一到週五早上7點《年代早報》主播。
- 2024年10月10日，與退役少將暨前國防部軍事發言人虞思祖，父女攜手共同轉播國慶大典，創下新聞史上首回父女搭檔播報紀錄。[7]
- 2025年5月5日，宣布從年代新聞台離職。
- 2025年6月30日，就任華視新聞資訊台《華視新聞晚報》，播報週一到週五晚間6點至8點新聞，成為當家主播。

### 家庭
- 父親虞思祖，中華民國空軍少將退役，曾任國防部軍事發言人、空軍作戰指揮部政戰主任、國防部政戰局處長，空軍教準部政戰主任，軍旅38年，獲頒勳、獎章35禎[8]。國防大學政治作戰學院傑出校友[9]。退役後任職國軍退除役官兵輔導委員會，現為欣雲天然氣股份有限公司總經理。[10]
- 夫張睿達，中華航空公司機長。定居臺北市松山區。

## 曾主播過或主持過的節目
| 時間                         | 頻道           | 節目                                     | 備註     |
| 時間待查-2020年7月18日       | 壹電視新聞台   | 《壹電視整點新聞》                       | 主播     |
| 2020年7月20日－2021年4月30日 | 壹電視新聞台   | 《壹電視午間新聞》                       | 主播     |
| 時間待查                     | 壹電視新聞台   | 《壹電視晚間新聞》                       | 氣象主播 |
| 2017年7月31日－2020年4月25日 | 壹電視新聞台   | 《新聞夜PRO》                            | 主播     |
| 2018年10月10日               | 壹電視新聞台   | 《2018台灣共好壹起慶雙十》               | 主播     |
| 2018年11月24日               | 壹電視新聞台   | 《2018戊戌年壹戰定天下選後新局特別報導》 | 主播     |
| 2019年10月10日               | 壹電視新聞台   | 《2019台灣耀飛壹起慶雙十》               | 主播     |
| 2020年7月16日                | 壹電視新聞台   | 《漢光36號演習特別報導》                 | 主播     |
| 2020年10月10日               | 壹電視新聞台   | 《民主台灣讚國慶 2020 PROUD OF TAIWAN》  | 主播     |
| 時間待查                     | 壹電視新聞台   | 《全球防疫總動員》                       | 主持人   |
| 時間待查                     | 年代MUCH台     | 《創新秘笈》                             | 主持人   |
| 2021年7月26日-2022年5月1日   | 年代新聞台     | 《年代午報》                             | 主播     |
| 2024年9月9日－2025年5月5日   | 年代新聞台     | 《年代早報》                             | 主播     |
| 2024年10月10日               | 年代新聞台     | 《年代國慶大典轉播》                     | 主播     |
| 2025年6月30日－至今          | 華視新聞資訊台 | 《華視新聞晚報》                         | 當家主播 |

## 主持與代言
- 台灣桃園國際機場出入境宣傳大使
- 台中市跨年晚會記者會主持人
- 2021年金視獎最佳主播獎頒獎人
- 2024亞洲生技大展主持人
- 1111人力銀行幸福企業頒獎典禮主持人
- 寶貝家園募款計畫宣傳大使
- 榮民榮眷基金會宣傳大使
- 華山基金會寒士吃飽30宣傳大使
- 瑪利亞社會福利基金會募款計畫大使

## 外部連結
- 虞承璇的Facebook專頁
- 虞承璇的Instagram帳戶
- 主播介紹 （页面存档备份，存于）